# Val Buëch-Méouge
Val Buëch-Méouge is een gemeente in het Franse departement Hautes-Alpes in de regio Provence-Alpes-Côte d'Azur, die deel uitmaakt van het arrondissement Gap. De gemeente is op 1 januari 2016 ontstaan door de fusie van de gemeenten Antonaves, Châteauneuf-de-Chabre en Ribiers.
1. ↑  Populations de référence 2022.